# Inti-Illimani Histórico
Inti-Illimani Histórico es un conjunto musical chileno, creado en 2004 por Horacio Salinas (director musical), Horacio Durán (charanguista), José Seves (una de las voces principales del conjunto Inti-Illimani durante tres décadas), junto con Jorge Ball (multinstrumentista musical), Fernando Julio (bajo, contrabajo) (integrante y músico invitado del grupo en distintos períodos) y los músicos jóvenes Camilo Salinas (piano y acordeón) y Danilo Donoso (percusiones varias).
El nombre de este conjunto se compone de:
- "Inti-Illimani" (que significa Sol del Illimani)
- El apelativo "Histórico", establecido temporalmente por un árbitro externo, para distinguir a ésta de otra banda que usa el mismo nombre, mientras se resuelve judicialmente la denominación definitiva que deberán asumir ambas.

A partir del trabajo de más 30 años de sus integrantes históricos en Inti-Illimani, componen música de raíz folclórica latinoamericana, integrando diversos y variados instrumentos de otros lugares del mundo en arreglos originales.
Actualmente el conjunto se encuentra involucrado en una disputa legal por el derecho a utilizar el nombre Inti-Illimani con la agrupación de igual denominación liderada por Jorge Coulón y que según el fallo se denomina Inti-Illimani Nuevo.
"Inti-Illimani Histórico" defiende su derecho a usar aquel nombre, puesto que Horacio Salinas junto con José Seves y Horacio Durán son miembros de la sociedad dueña del nombre, y han sido los principales compositores y arregladores de las canciones en toda la historia del grupo, creando sus temas más conocidos a nivel mundial.

## Integrantes
- Horacio Salinas (Director del grupo), 2004 a la fecha (1967 a 2001 Director musical de Inti-Illimani) (Dirección musical, voz, guitarra, tiple, charango, cuatro)
- Horacio Durán, 2004 a la fecha (1967 a 2004 en Inti-Illimani) (Coros, charangos, cuatro, tiple, guitarra, percusión)
- José Seves, 2004 a la fecha (1971 a 1998 y 2000 a 2001 en Inti-Illimani) (Voz, guitarra, cuatro, tiple, quena, zampoña, cajón, percusión)
- Fernando Julio de 2004 a la fecha (entre 2000 y 2002 músico invitado en Inti-Illimani) (Voz, contrabajo, bajo, guitarrón mexicano, guitarra)
- Danilo Donoso, 2004 a la fecha (Voz, batería, congas, cajón, percusión general)
- Camilo Salinas, 2004 a la fecha (Voz, piano, acordeón, armonio, zampoña, percusión)
- Hermes Villalobos, 2013 a la fecha (Voz, flauta traversa, quena, quenacho, zampoña, cuatro, cajón, percusión).[2]

### Exintegrantes
- Jorge Ball, 2004 a 2013 (1982 a 1984 y 1998 a 2000 en Inti-Illimani) (Voz, flauta traversa, cuatro, maracas, quena, zampoña, cajón, rallador)

## Discografía
- 2005: Inti + Quila Música en la memoria nº1 (con Quilapayún y artistas invitados)
- 2006: Inti + Quila Música en la memoria nº2 (con Quilapayún y artistas invitados)
- 2006: Antología en vivo
- 2006: Esencial
- 2010: Travesura (con Diego «el Cigala» y Eva Ayllón)
- 2012: Eva Ayllon + Inti-Illimani Histórico (con Eva Ayllón)
- 2014: Inti-Illimani Histórico Canta a Manns
- 2016: Fiesta
- 2018: Malé

### Varios intérpretes
- 2009: Tributo a Inti-Illimani Histórico. A la Salud de la Música

### DVD
- 2005: Inti-Quila, Juntos en Chile, Música en la memoria (con Quilapayún y artistas invitados)). Multizona, NTSC.
- 2006: Antología en vivo. Inti-Illimani Histórico. Recital grabado en el estadio Víctor Jara, sin fecha. Bonus track: Tatati y La Marusa. Multizona, NTSC
- 2007: Esencial. Inti-Illimani Histórico. Documental, participa el tenor lírico Tito Beltrán. Multizona, NTSC.
- 2008: Inti-Illimani Histórico & Quilapayún: Live in Ercolano. Recital en el pueblo italiano Ercolano. Multizona, PAL.
- 2012: Eva + Inti (con Eva Ayllón). En vivo en Santiago de Chile. Multizona, NTSC.

## Sitios Relacionados
- Sitio Oficial de Inti-Illimani Histórico
- Sitio Oficial de José Seves, integrante de Inti-Illimani Histórico Archivado el 27 de abril de 2006 en Wayback Machine.
- Blog de José Seves, integrante de Inti-Illimani "Histórico"